# Willi Ehringer
Willi Ehringer (* 15. April 1928 in Hockenheim; † 27. Januar 2024) war ein deutscher Jazz- und Unterhaltungsmusiker (Trompete, Flügelhorn) sowie Dirigent, Arrangeur und Komponist.

## Leben und Wirken
Ehringer studierte in Heidelberg Musik und Pädagogik. Er spielte in Clubs der US-Armee und in der Swingband von Hans Leip. 1956 wurde er zu einem der führenden Jazztrompeter Deutschlands gewählt. Kurz darauf reiste er als bekannter Tanzmusiker durch ganz Europa und arbeitete mit Helmut Zacharias, Bill Ramsey und zahlreichen Schlagerstars. Er konzertierte aber auch mit Acker Bilk und Chris Barber. Im Alter spielte er mit den Washhouse Stompers, den Hockenheimer Dixieland All Stars, aber auch mit den Swinging Friends von Jochen Brauer, der Dixieland Eminence und der international auftretenden Rentnerband, mit der er 2010 auf dem Dixielandfestival Dresden auftrat. Im selben Jahr war er eine Attraktion auf dem Oktoberfest von Monaco. In den USA spielte Ehringer u. a. in Florida, Chicago und mehrere Wochen im Hofbräuhaus in Las Vegas. 
Von 1961 bis 2016 leitete Ehringer die Harmonie seines Heimatortes Reilingen, dirigierte aber auch 25 Jahre lang den Fanfarenzug der Rennstadt Hockenheim und über viele Jahre die Bigband der Bereitschaftspolizei Bruchsal. Ab 1970 und bis zu seinem 90. Geburtstag im April 2018 war Ehringer Dirigent des Musikvereins Unteröwisheim. 
Er ist auf Schallplatten mit der Rhine-Stream-Jazzband, den Dixieland All Stars Hockenheim und dem Reiner Hengst Quintett zu hören.

## Lexikalische Einträge
- Jürgen Wölfer: Jazz in Deutschland. Das Lexikon. Alle Musiker und Plattenfirmen von 1920 bis heute. Hannibal, Höfen 2008, ISBN 978-3-85445-274-4.